# 米村健司
米村 健司（よねむら けんじ、1966年 - ）は、日本の教育学者、早稲田大学教授。
北海道生まれ。早稲田大学教育学部教育学科社会教育学専修卒業。早稲田大学大学院教育学研究科博士課程単位取得退学、2002年「多文化教育の教育理念に関する基礎的研究 文化概念と自己形成の視点から」で早大博士（教育学）。早稲田大学教育・総合科学学術院教授。専攻は思想史・教育学。

## 著書
- 『波・音・面 廣松渉哲学の射程とその教育論』世界書院、2009
- 『丸山眞男と廣松渉 思想史における「事的世界観」の展開』御茶の水書房、2011
- 『アイヌ・言葉・生命(いのち) 西田幾多郎と廣松渉の地平から』御茶の水書房、2014

## 参考
- [ISBN　978-4-275-01060-5]